# برايان شابمان
برايان شابمان هو لاعب هوكي الجليد كندي، ولد في 10 فبراير 1968 في بروكفيل في كندا.

## وصلات خارجية
- برايان شابمان على موقع دوري الهوكي الوطني (الإنجليزية)
- برايان شابمان على موقع قاعة مشاهير الهوكي (لاعب أن.إتش.أل) (الإنجليزية)
- برايان شابمان على موقع EliteProspects.com (الإنجليزية)
- برايان شابمان على موقع HockeyDB.com (الإنجليزية)
- برايان شابمان على موقع Hockey-Reference.com (الإنجليزية)